# Нибијоно
Нибијоно (итал. Nibionno) је насеље у Италији у округу Леко, региону Ломбардија.
Према процени из 2011. у насељу је живело 1168 становника. Насеље се налази на надморској висини од 275 м.

## Становништво
Према резултатима пописа становништва 2011. у општини је живело 1.921 становника.
| 1931. | 1936. | 1951. | 1961. | 1971. | 1981. | 1991. | 2001. | 2011. |
| ----- | ----- | ----- | ----- | ----- | ----- | ----- | ----- | ----- |
| 2.248 | 2.322 | 2.448 | 2.437 | 2.708 | 2.969 | 3.134 | 3.290 | 1.921 |